# Myzotoxoptera wimshurstae
Myzotoxoptera wimshurstae är en insektsart. Myzotoxoptera wimshurstae ingår i släktet Myzotoxoptera och familjen långrörsbladlöss. Inga underarter finns listade i Catalogue of Life.